# Haworthia albispina
Haworthia albispina är en grästrädsväxtart som beskrevs av M. Hayashi. Haworthia albispina ingår i släktet Haworthia och familjen grästrädsväxter. Inga underarter finns listade i Catalogue of Life.